# La Olmeda de Jadraque
La Olmeda de Jadraque è un comune spagnolo di 16 abitanti situato nella comunità autonoma di Castiglia-La Mancia.